# Aéroport de Stockholm-Arlanda

Plan de l'aéroport.

Pour les autres aéroports desservant la ville de Stockholm, voir l'article « aéroport de Stockholm ».
L'aéroport de Stockholm-Arlanda (code IATA : ARN • code OACI : ESSA) est l'aéroport principal et international de la capitale suédoise : Stockholm. Il est situé dans la commune de Sigtuna, à 42 km au nord de Stockholm et à 31 km au sud d'Uppsala. C'est le plus grand aéroport de Suède et l'un des plus importants d'Europe, ainsi qu’un des deux hubs (plate-forme de correspondance) de la compagnie Scandinavian Airlines System et l'un des nombreux hubs de la Norwegian.
Il comporte quatre terminaux, les terminaux 3 et 4 pour les vols intérieurs et les terminaux 2 et 5 pour les vols internationaux.

## Histoire
L'aéroport d'Arlanda a été utilisé pour la première fois en 1959 pour des vols d'essai et a été ouvert aux vols commerciaux en 1960. C'est seulement en 1962 qu'il fut officiellement inauguré.

## Statistiques
Le graphique qui aurait dû être présenté ici ne peut pas être affiché car il utilise l'ancienne extension Graph, désactivée pour des questions de sécurité. Des indications pour créer un nouveau graphique avec la nouvelle extension Chart sont disponibles ici.

Voir la requête brute et les sources sur Wikidata.

### Zoom sur l'impact du covid de 2019-2020
Le graphique qui aurait dû être présenté ici ne peut pas être affiché car il utilise l'ancienne extension Graph, désactivée pour des questions de sécurité. Des indications pour créer un nouveau graphique avec la nouvelle extension Chart sont disponibles ici.

Voir la requête brute et les sources sur Wikidata.

## Toponymie
Son nom a été décidé à la suite d'un concours. Il dérive de l'ancien nom de la paroisse où est situé l'aéroport, Arland ; un « a » a été ajouté par analogie avec le nom de beaucoup de lieux en Suède qui se terminent par -landa. Le terme landa signifie également atterrir en suédois.

## Situation

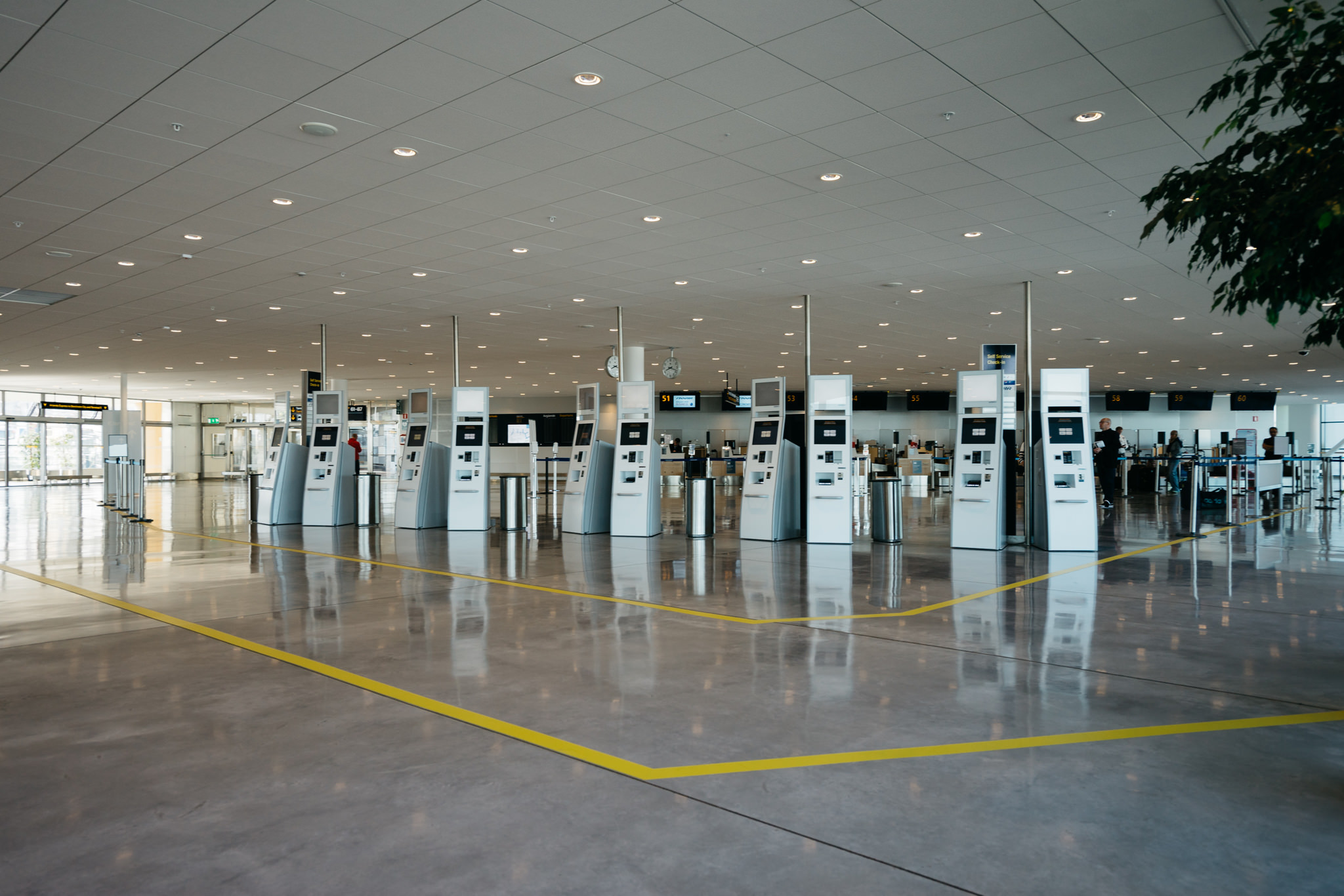
Salle d'enregistrement d'Arlanda.

### Carte des aéroports de Suède
| \| 50 km1:2 974 000 \| Montagnes · Sälen Ängelholm–Helsingborg Åre Östersund Arvidsjaur Borlänge Gällivare Göteborg-Landvetter Hagfors Halmstad Hemavan Tärnaby Jönköping Kalmar Karlstad Kiruna Kramfors-Sollefteå Linköping Luleå Lycksele Malmö Mora-Siljan Norrköping Örnsköldsvik Örebro Pajala Ronneby Skellefteå Stockholm-Arlanda Stockholm-Bromma Stockholm-Skavsta Stockholm-Västerås Sundsvall-Timrå Sveg Torsby Trollhättan–Vänersborg Umeå Växjö Vilhelmina Visby |
| 50 km1:2 974 000 |

## Compagnies et destinations
| Compagnies                    | Destinations |
| ----------------------------- | --- |
| Aegean Airlines               | Athènes E.-Venizélos En saison : Kalamata |
| Air Åland                     | Mariehamn |
| airBaltic                     | Riga |
| Air China                     | Pékin-Capitale |
| Air France                    | Paris-Charles de Gaulle |
| Air Malta                     | Malte |
| Air Serbia                    | Belgrade-Nikola-Tesla |
| AJet                          | En saison : Ankara Esenboğa, Bodrum-Milas |
| Amapola Flyg                  | - Hagfors, - Hemavan Tärnaby, - Kokkola-Pietarsaari, - Kramfors, - Lycksele, - Mariehamn, - Torsby (Fryklanda), - Vilhelmina |
| Animawings                    | Bucarest-H. Coandă |
| Austrian Airlines             | Vienne-Schwechat |
| British Airways               | Londres-Heathrow |
| China Eastern Airlines        | En saison: Shanghai-Pudong |
| Croatia Airlines              | En saison : Split, Zagreb-Pleso |
| Delta Air Lines               | New York-John F. Kennedy |
| easyJet                       | Berlin-Brandebourg |
| easyJet Switzerland           | Genève-Cointrin |
| Emirates                      | Dubaï |
| Ethiopian Airlines            | Addis-Abeba Bole, Oslo-Gardermoen |
| Eurowings                     | - Berlin-Brandebourg, - Düsseldorf, - Faro, - Hambourg-H.-Schmidt, - Malaga-Costa del Sol, - Nice-Côte d'Azur, - Palma de Majorque, - Prague-Václav-Havel, - Rome Léonard-de-Vinci/Fiumicino, - Stuttgart En saison : Cologne/Bonn-K. Adenauer, Innsbruck-Kranebitten, Larnaca, Mykonos |
| Finnair                       | Doha-Hamad, Helsinki-Vantaa |
| FlyErbil                      | En saison : Erbil, Souleimaniye |
| Iberia                        | Madrid-Barajas |
| Icelandair                    | Reykjavik-Keflavík |
| KLM                           | Amsterdam |
| LOT Polish Airlines           | Varsovie-Chopin |
| Lufthansa                     | Francfort, Munich-F. J. Strauß |
| Luxair                        | Luxembourg-Findel |
| Nile Air                      | Le Caire |
| Nordica                       | Arvidsjaur, Gällivare |
| Norwegian Air Shuttle         | - Alicante-Elche, - Amsterdam, - Barcelone-El Prat, - Belgrade-Nikola-Tesla, - Bergen, - Berlin-Brandebourg, - Budapest-Ferenc Liszt, - Copenhague-Kastrup, - Cracovie-Jean-Paul II, - Édimbourg, - Faro, - Gdańsk-L. Wałęsa, - Helsinki-Vantaa, - Kiruna, - Larnaca, - Lisbonne-H. Delgado, - Londres-Gatwick, - Luleå, - Malaga-Costa del Sol, - Manchester, - Munich-F. J. Strauß, - Nice-Côte d'Azur, - Oslo-Gardermoen, - Palanga, - Palma de Majorque, - Paris-Charles de Gaulle, - Pise-Galileo Galilei, - Prague-Václav-Havel, - Riga, - Rome Léonard-de-Vinci/Fiumicino, - Tallinn, - Tel Aviv - Ben Gourion, - Umeå, - Venise - Marco Polo, - Vilnius En saison : - Antalya, - Athènes E.-Venizélos, - Bourgas, - Catane-Fontanarossa, - Corfou-I. Kapodístrias, - Dubrovnik, - Grenoble-Alpes-Isère, - Héraklion-N. Kazantzákis, - Kos, - La Canée I.-Daskaloyánnis, - Las Palmas/Gran Canaria, - Lyon-Saint-Exupéry, - Marrakech-Ménara, - Mykonos, - Olbia-Costa Smeralda, - Åre Östersund, - Palerme Falcone-Borsellino, - Priština, - Rhodes-Diagoras, - Salzbourg-W. A. Mozart, - Santorin, - Sarajevo-Butmir, - Split, - Thessalonique-Makedonía, - Tromsø, - Visby |
| Nouvelair                     | En saison : Tunis-Carthage |
| Pegasus Airlines              | Ankara Esenboğa, Antalya, Istanbul-S. Gökçen |
| Play (compagnie aérienne)     | En saison: Reykjavik-Keflavík |
| Qatar Airways                 | Doha-Hamad |
| Royal Jordanian               | Amman-Reine-Alia |
| Ryanair                       | - Alicante-Elche, - Banja Luka, - Barcelone-El Prat, - Bergame-Orio al Serio, - Birmingham, - Bologne-Borgo Panigale, - Budapest-Ferenc Liszt, - Charleroi Bruxelles-Sud, - Cologne/Bonn-K. Adenauer, - Cracovie-Jean-Paul II, - Dublin, - Gdańsk-L. Wałęsa, - Göteborg, - Karlsruhe/Baden-Baden, - Kaunas, - Liverpool-J.-Lennon, - Londres-Stansted, - Luleå, - Malaga-Costa del Sol, - Marseille-Provence, - Malmö, - Malte, - Niš Constantin-le-Grand, - Pise-Galileo Galilei, - Poznań (Posnanie)-H. Wieniawski, - Riga, - Rome Léonard-de-Vinci/Fiumicino, - Skellefteå, - Tallinn, - Thessalonique-Makedonía, - Tuzla, - Varsovie-Modlin (Mazovie), - Vienne-Schwechat, - Visby, - Wrocław-N. Copernic En saison: - Béziers - Cap d'Agde, - Brindisi Papola/Casale, - Corfou-I. Kapodístrias, - La Canée I.-Daskaloyánnis, - Palma de Majorque, - Paris-Beauvais, - Porto-F. Sá-Carneiro, - Rijeka, - Turin S.-Pertini (Caselle), - Valence, - Venise - Marco Polo, - Zadar |
| Scandinavian Airlines         | - Aarhus, - Alicante-Elche, - Amsterdam, - Ängelholm-Helsingborg, - Athènes E.-Venizélos, - Barcelone-El Prat, - Bergen, - Berlin-Brandebourg, - Billund, - Bruxelles-National, - Chicago-O'Hare, - Copenhague-Kastrup, - Dublin, - Düsseldorf, - Édimbourg, - Faro, - Francfort, - Genève-Cointrin, - Göteborg, - Hambourg-H.-Schmidt, - Helsinki-Vantaa, - Kalmar, - Kiruna, - Londres-Heathrow, - Luleå, - Malaga-Costa del Sol, - Malmö, - Malte, - Manchester, - Milan-Linate, - Milan-Malpensa, - Newark-Liberty, - Nice-Côte d'Azur, - Oslo-Gardermoen, - Åre Östersund, - Palma de Majorque, - Paris-Charles de Gaulle, - Prague-Václav-Havel, - Rome Léonard-de-Vinci/Fiumicino, - Ronneby, - Skellefteå, - Stavanger, - Sundsvall/Härnösand, - Tallinn, - Tampere/Pirkkala, - Varsovie-Chopin, - Vilnius, - Visby, - Zurich En saison : - Agadir-Al Massira, - Antalya, - Beyrouth-Rafic Hariri, - Biarritz-Pays Basque, - Bologne-Borgo Panigale, - Catane-Fontanarossa, - Dubrovnik, - Gazipaşa-Alanya, - Ibiza, - Innsbruck-Kranebitten, - La Canée I.-Daskaloyánnis, - Las Palmas/Gran Canaria, - Miami, - Montpellier-Méditerranée, - Naples-Capodichino, - Olbia-Costa Smeralda, - Palerme Falcone-Borsellino, - Pärnu, - Pise-Galileo Galilei, - Pula, - Reykjavik-Keflavík, - Split, - Ténériffe-Sud Reine Sofia, - Tivat, - Toronto (Pearson) En saison Charter : - Corfou-I. Kapodístrias, - Ioannina, - Karpathos, - Kavala-Alexandre le Grand, - Céphalonie, - Kos, - Larnaca, - Lemnos, - Mytilène-O. Elýtis, - Palma de Majorque, - Prévéza-Aktion, - Sámos-Aristarque, - Santorin, - Skiathos-A. Papadiamándis, - Vólos |
| Sunclass Airlines             | Charter: Las Palmas/Gran Canaria En saison charter: - Antalya, - Fuerteventura, - Gazipaşa-Alanya, - Héraklion-N. Kazantzákis, - La Canée I.-Daskaloyánnis, - Larnaca, - Palma de Majorque, - Pula, - Rabil, - Rhodes-Diagoras, - Sal-A. Cabral, - Skiathos-A. Papadiamándis, - Ténériffe-Sud Reine Sofia, - Varna |
| SunExpress                    | En saison : Ankara Esenboğa, Antalya, Izmir-A. Menderes, Konya |
| Swiss International Air Lines | Genève-Cointrin, Zurich |
| TAP Air Portugal              | Lisbonne-H. Delgado |
| TAROM                         | Bucarest-H. Coandă |
| Thai Airways                  | Bangkok-Suvarnabhumi |
| Transavia France              | En saison : Lyon-Saint-Exupéry |
| TUI Airways                   | En saison Charter : Cancún, Krabi, Maurice-Sir Seewoosagur Ramgoolam, Phuket, Phú Quốc |
| TUI fly Nordic                | En saison: Karpathos Charter : Las Palmas/Gran Canaria En saison Charter : - Antalya, - Bourgas, - Dalaman, - Kos, - La Canée I.-Daskaloyánnis, - Lanzarote-Arrecife, - Larnaca, - Palma de Majorque, - Pula, - Rabil, - Rhodes-Diagoras, - Sal-A. Cabral, - Sámos-Aristarque, - Split, - Ténériffe-Sud Reine Sofia, - Zante D.-Solomós, - Zanzibar |
| Turkish Airlines              | Istanbul En saison: Antalya |
| United Airlines               | En saison : Newark-Liberty |
| Vueling                       | Barcelone-El Prat, Paris-Orly |
| Wizz Air                      | Budapest-Ferenc Liszt, Gdańsk-L. Wałęsa |

Édité le 03/10/2019  Actualisé le 28/02/2023

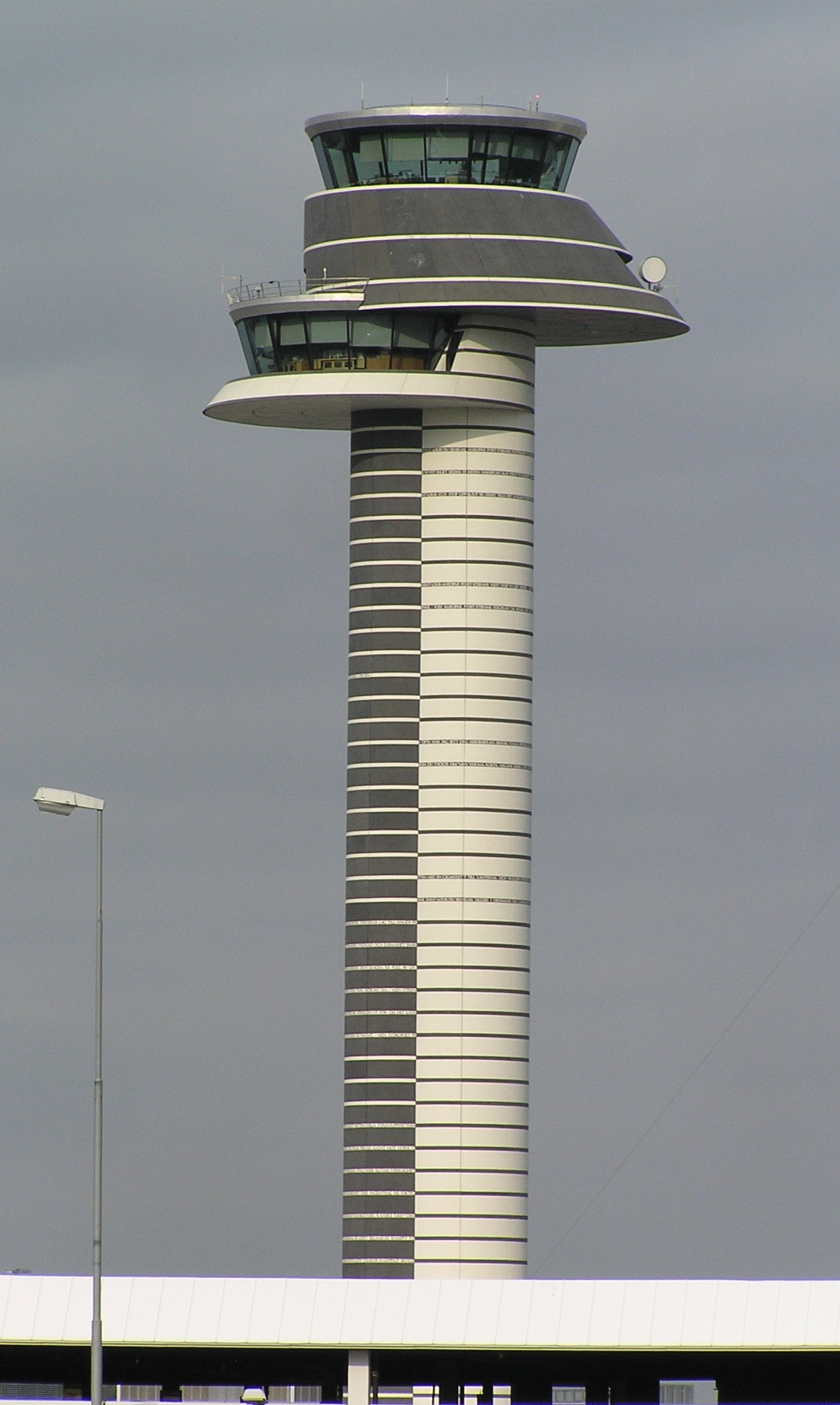
Tour de contrôle d'Arlanda.

## Accès
L'aéroport est relié à la ville de Stockholm par l'autoroute E4, par l'Arlanda Express (trains de la SJ), par les bus du réseau de transports en commun de la compagnie de transport de Stockholm (la SL) et par les bus des compagnies Swebus, Flybussarna. Enfin, il peut accueillir 25 millions de passagers par an.

## Services
L'aéroport est le centre de maintenance de la compagnie Scandinavian Airlines System (SAS).